# Cristian Ianu
Cristian Ianu est un footballeur roumain né le 16 octobre 1983 à Timișoara. Il évolue au poste d'attaquant au FC Muri.

## Clubs
- 1999-2003 : UT Arad
- 2003-2007 : AC Bellinzone
- 2007-2009 : FC Aarau
- 2009-2012 : FC Lucerne
- Depuis 2012 : FC Sion 
  - Depuis 2012 : FC Wohlen  (prêt)

## Palmarès
- Vice-Champion de Suisse en 2012 avec le FC Lucerne
- Finaliste de la Coupe de Suisse en 2012 avec le FC Lucerne